# المجلة الأمريكية لعلم نفس المجتمع
المجلة الأمريكية لعلم نفس المجتمع (بالإنجليزية: American Journal of Community Psychology)‏ هي مجلة أكاديمية فصلية تخضع لمراجعة الأقران وتغطي علم نفس المجتمع. تأسست في عام 1973 من قبل الدكتور تشارلز د. سبيلبرجر [الإنجليزية] مع محررين سابقين بارزين بما فيهم الدكتور جوليان رابابورت [الإنجليزية]، وإديسون تريكيت (1993-1999)، وبيل ديفيدسون (1999-2010)، وجاكوب تيبيس (2010-2018).
تنشر المجلة حاليًا بواسطة الناشر ويلي، ورئيسة تحريرها الحالية اعتبارًا من 2018 هي الدكتورة نيكول ألي، من جامعة إلينوي في أوربانا شامبين. وهي أول امرأة تشغل هذا المنصب.
في عام 2020، كان للمجلة عامل تأثير لمدة عامين قدره 3.55 وفقًا لتقرير عامل التأثير في مجلة شركة كلارفيت للبحث والتحليل، وتُصنف المجلة الأمريكية لعلم نفس المجتمع باستمرار كأفضل مجلة في فئات علم النفس، وفئة التخصصات المتعددة، والصحة العامة والبيئية والمهنية، والعمل الاجتماعي.
تنشر المجلة بالإضافة إلى نشر الأبحاث الأصلية مراجعات تجريبية وبيانات سياسية وافتتاحيات وحكايات شخصية، وهي المنشور الرسمي لجمعية البحث والعمل المجتمعي، القسم السابع والعشرين من جمعية علم النفس الأمريكية.

## روابط خارجية
- الموقع الرسمي